# Tonnoiriella anchoriformis
Tonnoiriella anchoriformis és una espècie d'insecte dípter pertanyent a la família dels psicòdids que es troba a Europa: Itàlia, incloent-hi la Basilicata.